# Drop Dead, Gorgeous
Pour les articles homonymes, voir Drop Dead Gorgeous (homonymie).
Drop Dead, Gorgeous est un groupe de metalcore américain, originaire de Denver, dans le Colorado. Le groupe se compose du chanteur Danny Stillman, du guitariste et chanteur Kyle Browning, du bassiste Jake Hansen et du batteur et percussionniste Danny Cooper. En date, ils recensent trois albums studio et un EP. Leur album, The Hot N' Heavy, est classé au Billboard à la 6e place des Top Heatseekers, à la 23e place des Independent Albums, et à 192e place du Billboard 200.

## Biographie
Le groupe est formé au cours de l'année 2004 à Denver, dans le Colorado. Leur première production est une démo intitulée Be Mine, Valentine, sortie en janvier 2006. Pendant le mois de mai de la même année, le groupe sort son premier album studio, In Vogue. Leur second album studio est sorti le 14 août 2007 sous le label Rise Records, et est intitulé Worse Than a Fairy Tale. Le 20 décembre 2007, le chanteur et claviériste, Aaron Rothe, quitte le groupe. Il est remplacé par Duck, qui est toujours dans le groupe. En mars 2009, ils partent en tournée avec Alesana, I Set My Friends On Fire, et Fear Before. Ils organisent la tournée The Hot N' Heavy Tour aux côtés de He Is Legend, Before Their Eyes, et And Then There Were None. À la seconde moitié de la tournée, ils jouent avec Eyes Set to Kill, Watchout! There's Ghosts, et Defending The Pilot joined in. Leur tournée continue le 9 octobre 2009, cette fois avec Blessthefall et Finch dans la tournée Atticus.
En été 2010, ils jouent avec des groupes comme Scarlett O'Hara, Attila, Woe, Is Me, et Abandon All Ships. Le 19 août 2011, Stillman confirme l'inactivité de Drop Dead, Gorgeous, les membres étant occupés avec leurs projets parallèles ManCub, The Bunny The Bear, Curses et It's Teeth. En janvier 2012, Danny Stillman et Danny Cooper confirment la création d'une groupe de rock alternatif appelé Bleach Blonde signé au label Rise Records.

## Membres

### Membres actuels
- Daniel Stillman — chant, claviers, programmation (depuis 2004)
- Kyle Browning — guitare lead, synthétiseurs, chœurs (depuis 2004)
- Jake Hansen — basse, chœurs (depuis 2004)
- Danny Cooper — batterie, percussions (depuis 2004)
- Jacob Belcher — guitare rythmique, chœur (depuis 2010)

### Anciens membres
- Dan Gustavson — guitare rythmique(2004–2010)
- Aaron Rothe — claviers, synthétiseurs, chœurs (2004–2008)
- Judah Leary — guitare rythmique, chœurs (2006–2007)
- Jonathan « Duck » Leary — claviers, synthétiseurs, chœurs (2008–2009)

## Discographie
- 2006 : Be Mine, Valentine (EP)
- 2006 : In Vogue
- 2007 : Worse Than a Fairy Tale
- 2009 : The Hot N' Heavy